# 9010 Candelo
9010 Candelo este un asteroid din centura principală, descoperit pe 27 aprilie 1984, de Vincenzo Zappalà.